# Pseudomastax gaudens
Pseudomastax gaudens är en insektsart som först beskrevs av Burr 1899.  Pseudomastax gaudens ingår i släktet Pseudomastax och familjen Eumastacidae. Inga underarter finns listade i Catalogue of Life.